# 종교 개혁가

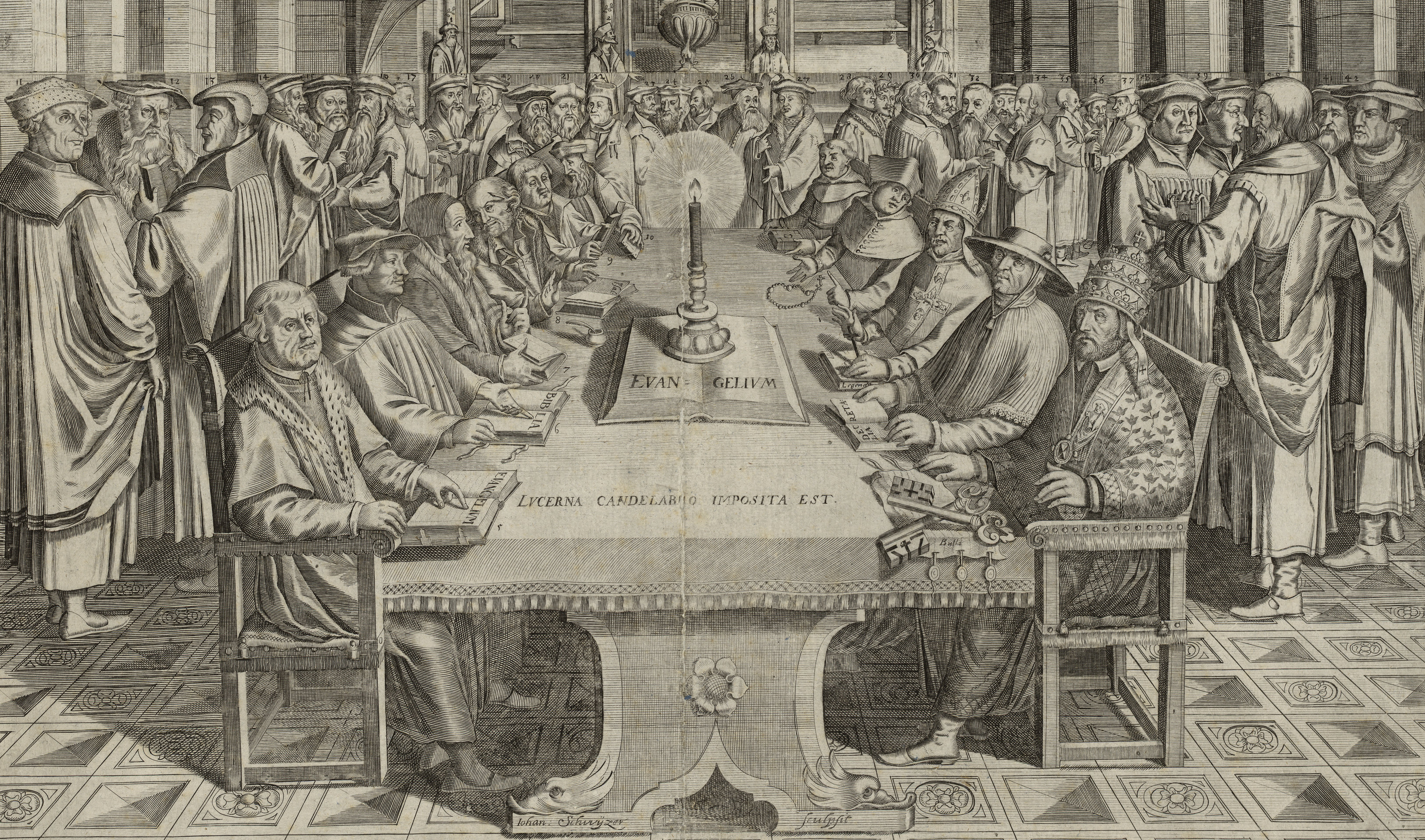
종교개혁가들

종교 개혁가(독일어: Reformator, 영어: Protestant Reformers)란 16세기 유럽에서 서방교회의 심각한 문제를 극복하고자 노력한 서방교회 개혁 찬성파 인물들로 개혁 반대파인 현재의 천주교회와 맞섰던 서방교회 개혁 찬성파인 개신교 인물인 마르틴 루터, 울리히 츠빙글리, 필리프 멜란히톤, 장 칼뱅, 마르틴 부서, 기욤 파렐, 테오도르 드 베즈, 외콜람파디우스, 볼프강 카피토, 피터 버미글리,  하인리히 불링어, 피에르 비레와 같은 신학자들이다. 종교 개혁가들의 신학은 당시 서방교회가 강조했던 교황과 교회의 권위보다는 성경의 권위를 더 중요하게 어기며 그 신학적 체계를 세우며 성경이 그 근본 사상을 이루고 있다. 서방기독교 또는 사방교회라는 종교를 성경적 관점에서 개혁하였다라는 말에서 종교개혁이라고 말한다면 이런 운동의 앞장선 성직자들을 종교개혁가라고 부른다. 이들 보다 100년전에 서방교회 개혁을 주장하다가 희생당한 선구자들은 위클리프와 윌리엄 틴데일, 얀 후스, 사보나롤라 같은 인물들이다. 1517년 10월 31일은 마르틴 루터의 95개 반박문을 게시한 날을 기념해 종교개혁기념일을 제정하였고, 2017년 10월 31일은 종교개혁500주년기념일을 전 세계적으로 행사를 가졌다.

## 선구자들
종교개혁 이전 인물들
- 존 위클리프
- 얀 후스
- 프라하의 제롬 혹은 히에로니무스
- 사보라롤라
- 피터 발도
- 웨셀 간스포트
- 윌리엄 틴들

## 주된 종교개혁자들
- 기욤 파렐
- 마르틴 루터
- 마르틴 부서
- 마르틴 켐니츠
- 마티아스 플라키우스
- 볼프강 카피토
- 안드레아스 카를슈타트
- 앤드류 멜빌
- 외콜람파디우스
- 요한 웨슬리
- 울리히 츠빙글리
- 장 칼뱅
- 존 낙스
- 테오도르 드 베즈
- 토마스 크랜머
- 피에르 비레
- 피터 버미글리
- 필리프 멜란히톤
- 하인리히 불링어
- Caspar Hedio
- Justus Jonas
- Jan Łaski
- Aonio Paleario
- Laurentius Petri
- Olaus Petri
- Jiří Třanovský
- Joachim Vadian
- Primož Trubar

## 급진적 개혁자들
재세레파
- John of Leiden
- 토마스 뮌처
- 카스퍼 폰 슈뱅크펠트
- Sebastian Franck
- 메노 시몬스

### 2세대들
- Hans Denck
- Conrad Grebel
- 발타자르 후부마이어
- Felix Manz

## 같이 보기
- 종교개혁
- 종교 개혁가들의 신학
- 종교개혁기념일
- 종교개혁500주년기념일